# Waterblock

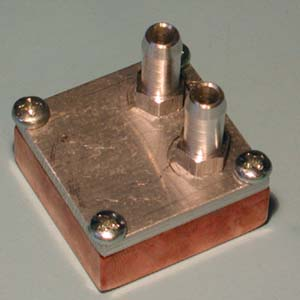

L'idroblocco o "blocco ad acqua", noto anche col nome di waterblock è il componente di un impianto di raffreddamento a liquido che ha il compito di trasportare il calore dal componente che richiede di essere raffreddato al liquido. Può essere utilizzato per diversi componenti informatici tra cui la CPU, il processore della scheda grafica, la memoria, il northbridge.
Internamente, l'idroblocco è costituito in modo simile ad un dissipatore attivo. A differenza di quest'ultimo, però, il fluido che attraversa le lamelle è un liquido e quindi ha maggiore conduttività e capacità termica rispetto all'aria. Il fluido è mantenuto in movimento all'interno dell'idroblocco da un componente separato, la pompa, che lo muove in un circuito chiuso indirizzandolo a componenti che dissiperanno esternamente il calore.
 Un idroblocco può avere caratteristiche diverse in termini di dimensioni e di costruzione interna, quindi di efficacia di trasferimento termico a parità di flusso di liquido e di temperatura dello stesso.
Di solito gli idroblocchi sono composti di metallo, almeno all'interno. Nei modelli più recenti, la camera di scambio termico, cuore del sistema, presenta soluzioni tecniche volte ad ottenere la massima efficienza nel trasferimento termico. L'impiego del metallo comporta necessariamente l'utilizzo di liquido non corrosivo od ossidante, per assicurare la durata del sistema.